# إسماعيل الشتيوي
إسماعيل عمر الشتيوي غرغار (بالفرنسية: Ismaël Omar Chtioui)‏، يكتب أيضاً إسماعيل الشتيوي (من مواليد 3 مارس 1966 في طرابلس، ليبيا)، وهو رجل أعمال وإداري رياضي سابق، ومترشح للانتخابات الرئاسية الليبية 2021.

## سيرته
ولد إسماعيل عمر الشتيوي غرغار في 3 مارس 1966 بمدينة طرابلس، موطنه الأصلي مدينة الاصابعة بالجبل الغربي. متزوج من سيدة ليبية من مدينة الخمس لديه 4 بنين و2 بنات. ترعرع في منطقة الفلاح بالقرب من النادي الأهلي بطرابلس. ترأس اللجنة الإدارية في النادي الأهلي ابتداء من موسم 2007–08 ومن ثم أجبر على الاستقالة من قبل بعض المسؤولين في الاتحاد الليبي لكرة القدم.

### المسيرة العلمية
درس المرحلة الابتدائية في مدرسة قرجي طرابلس، ثم المرحلة الاعدادية في إحدى مدارس منطقة أبو سليم، طرابلس ثم درس المرحلة الثانوية في مدرسة باب بن غشير بطرابلس. في 1 سبتمبر 1987 تخرج من الكلية العسكرية برتبة ضابط تخصص هندسة عسكرية. استمرت رحلته العلمية حيث أوفد للدراسة في كالينينغراد للحصول على دورة هندسية متقدمة. تحصل على دورة متقدمة في العلوم العسكرية تخصص هندسة عسكرية في مدينة لينينغراد (سانت بطرسبرغ حاليا).

### الخدمة الوطنية
عقب انتهاء الصراع التشادي الليبي، تم تكليف إسماعيل الشتيوي ضمن لجنة ترسيم الحدود بإقليم أوزو بعد حكم محكمة العدل الدولية، ثم كلف من ضمن لجنة نزع الألغام بقاعدة معيتيقة طرابلس. سنة 1995 استقال من القوات المسلحة الليبية برتبة نقيب وفقًا لقرار قبول الاستقالة الصادر من القائد العام آنذاك المرقم 1995/56.

### المسيرة العملية
عمل في القوات المسلحة الليبية من 1985 إلى 1995 ثم استقال برتبة نقيب. ترأس إدارة النادي الأهلي في موسم 2007–08 حتى صدرت تعليمات تقضي بتقديم استقالته، ويشغل حاليًا الرئيس الشرفي للنادي. بين عامي 1996 و2011 ترأس مجلس إدارة شركة الواحة للإستيراد والتصدير كأول شركة تجارية تنشط في مجال الإستيراد والتصدير في مدينة طرابلس. مُنذُ عام 2011 ترأس مجلس إدارة شركة سكاي ورلد، كأول شركة خارج ليبيا بمدينة الشارقة في الإمارات العربية المتحدة. مُنذُ عام 2015 ترأس مجلس إدارة مجموعة غرغار القابضة التي تندرج تحت إدارتها مختلف المجالات التجارية والصناعية والعقارية والزراعية. في يونيو 2021 اتخذ قرارًا بدخول الانتخابات الرئاسية، وفق رؤية متكاملة على مرتكزات تنموية واقتصادية متينة تنقل ليبيا من وضعها الحالي إلى المستقبل الواعد اللائق بها.

### تنمية ومشاريع
في الوقت الراهن يدير إسماعيل الشتيوي أنشطة تجارية متنوعة توفر ما يفوق 600 فرصة عمل محلية، أملًا في دعم الاقتصاد الوطني ومعالجة عدة مشاكل وكان آخرها مشروع بناء 470 شقة سكنية في تاجوراء شرق طرابلس بلغت نسبة إنجازها 87% مع 22 فيلا بلغت نسبة إنجازها 94%. كما أطلق مشروع بناء 100 فيلا في طريق مطار طرابلس الدولي بلغت نسبة إنجازها حتى الآن 82% وسيكون توزيعها للعائلات التي دمرت بيوتها في حرب طرابلس أو المقبلين على الزواج بقروض ميسرة ومريحة لمدة 25 سنة وذلك بالتنسيق مع أحد المصارف الليبية المحلية.
ومن باب الحرص على التنوع التنموي الجغرافي، أطلق أيضًا مشروع أكبر مجمع تجاري في الجبل الغربي تحت اسم (SARA) بلغت نسبة انجازه 90% بالإضافة لمشروع أكبر مجمع تجاري بمنطقة الكريمية وهو أيضًا في المرحلة النهائية. إضافة لمشروع في مدينة البيضاء شرق ليبيا للزيتون وزيت الزيتون وآخر في منطقة أبو شيبة بإجمالي أكثر من 60 ألف شجرة إيمانًا منّيب التنوع الاقتصادي وضرورة استعادة مكانة المنتج المحلي. وفي هذا المجال أيضًا، لدى إسماعيل الشتيوي مشروع يتكون من 23 دائرة زراعية بمنطقة غدوة قرب سبها جنوبي ليبيا بمساحة فاقت 2000 هكتار ينتج منذ سنة 1999 أطنانًا من القمح والشعير سنويًا في مدينة بنغازي وشرق ليبيا عموماً تدير مجموعته عددًا من الشركات التجارية منها: مشروع سكني قد انطلقت اجراءاته للتو ويتكون من 1000 شقة و244 فيلا بمنطقة سيدي خليفة.

### مشاركاته الاجتماعية
كان ولازال لإسماعيل الشتيوي العديد من المشاركات المجتمعية التي كانت تترك بصمتها واضحة في المجتمع الليبي، ومنها:
- توزيع مساعدات انسانية من قبله برعاية الهلال الأحمر الليبي أيام حرب طرابلس.
- في سنة 2016 تم توزيع سلع تموينية على اغلب مدن ليبيا وأشرف بنفسه على تحميلها إلى ميناء مصراتة وبنغازي.
- في سنة 2015 قام بإرسال قافلة مساعدات لمدينة درنة المحاصرة.
- أثناء حرب طرابلس ساهم بأكثر من 283 شاحنة سلع تموينية.
- قام بالإشراف على وصول السلع التموينية إلى مخازن الاصابعه ليتم توزيعها على باقي مدن الجبل.
- قام بتفريغ باخرة كاملة محملة بالمواد الغذائية بميناء طبرق، مساعدات للأسر النازحة بكل مدن ليبيا.
- تسليم ألف أسطوانة أكسجين للجبل الغربي والهلال الأحمر فرع غريان.
- قام بحفر آبار مياه عميقة بالجبل الغربي.
- صيانة كاملة لأثار شحات.
- زيارة جمعية أفريقيا الخيرية لرعاية الأيتام.

## المناصب
- رئيس النادي الأهلي الليبي سنة 2007–2008.
- رئيس شرفي للنادي الأهلي الليبي منذ سنة 2010.
- رئيس شرفي لجمعية أفريقيا لأيتام مدينة البيضاء الليبية.
- رئيس مؤسسة غرغار الخيرية.